# Liste des résolutions du Conseil de sécurité des Nations unies sur le Mali
Cet article dresse une liste des résolutions du Conseil de sécurité des Nations unies concernant le Mali.

## Mali
En forme longue la république du Mali
- Résolution 139 : admission de nouveaux membres : fédération du Mali (adoptée le 28 juin 1960)
- Résolution 159 : admission du Mali aux Nations unies (adoptée le 28 septembre 1960).
- Résolution 2056 : paix et sécurité en Afrique (adoptée le 5 juillet 2012).
- Résolution 2071 : la situation au Mali (adoptée le 12 octobre 2012 lors de la 6846e séance).
- Résolution 2085 : la situation au Mali (adoptée le 20 décembre 2012 lors de la 6898e séance).
- Résolution 2100 : la situation au Mali (adoptée le 25 avril 2013 lors de la 6952e séance).
- Résolution 2164 : la situation au Mali (adoptée le 25 juin 2014 lors de la 7210e séance).
- Résolution 2227 : la situation en Mali (adoptée le 29 juin 2015).
- Résolution 2295 : la situation au Mali (adoptée le 29 juin 2016).
- Résolution 2364 : la situation au Mali (adoptée le 29 juin 2017)
- Résolution 2374 : la situation au Mali (adoptée le 5 septembre 2017)
- Résolution 2423 : la situation au Mali (adoptée le 28 juin 2018)
- Résolution 2432 : la situation au Mali (adoptée le 30 août 2018)
- Résolution 2480 : la situation au Mali (adoptée le 28 juin 2019)
- Résolution 2484 : la situation au Mali (adoptée le 29 août 2019)
- Résolution 2531 : la situation au Mali (adoptée le 29 juin 2020)
- Résolution 2541 : la situation au Mali (adoptée le 31 août 2020)
- Résolution 2584 : la situation au Mali (adoptée le 29 juin 2021)
- Résolution 2590 : la situation au Mali (adoptée le 30 août 2021)
- Résolution 2640 : la situation au Mali (MINUSMA) (adoptée le 29 juin 2022)
- Résolution 2649 : la situation au Mali (adoptée le 30 août 2022)
- Résolution 2690 : La situation au Mali (MINUSMA) (adoptée le 30 juin 2023)